# Shanghai Darts Masters
| Shanghai Darts Masters | Shanghai Darts Masters                 |
| ---------------------- | -------------------------------------- |
| Sportart               | Darts                                  |
| Organisator            | PDC                                    |
| Turnierart             | Einladungsturnier                      |
| Austragungsort         | Pullman Hotel Shanghai South, Shanghai |
| Austragungszeitraum    | Juli                                   |
| Rekordsieger           | Michael van Gerwen (je 2×)             |
| letzter Sieger         | Michael Smith                          |
| Letzte Austragung      | 2018                                   |

Das Shanghai Darts Masters war ein Dartturnier, das von der PDC im Rahmen der World Series of Darts veranstaltet wurde. Erstmals ausgetragen wurde der Wettbewerb im Jahr 2016 im  Himalaya Theatre in Shanghai.
Der Niederländer Michael van Gerwen ist mit zwei Titeln Rekordsieger des Turniers.

## Format
Das Teilnehmerfeld bestand aus 16 Spielern. Dabei handelte es sich um die Top 6 der PDC Order of Merit sowie zwei weitere Wildcard-Spieler, die vor der Saison von der PDC festgelegt wurden und bei jedem der World Series-Events gesetzt waren. Zusätzlich traten acht lokale Qualifikanten als ungesetzte Spieler bei dem Turnier an.
Das Turnier wurde im K.-o.-System gespielt. In der 1. Runde war der Spielmodus ein best of 11 legs. Die Viertelfinals, die Halbfinals und das Finale wurden alle im best of 15 legs-Modus gespielt.

## Preisgeld
Das Preisgeld für das Shanghai Darts Masters wurde nicht offiziell bekannt gegeben.
Da es sich um ein Einladungsturnier handelte, wurden die erspielten Preisgelder bei der Berechnung der PDC Order of Merit nicht berücksichtigt.

## Finalergebnisse
| Jahr | Austragungsort                         | Sieger             | Ergebnis | Finalist      | Sponsor  | Preisgeld | Preisgeld |
| Jahr | Austragungsort                         | Sieger             | Ergebnis | Finalist      | Sponsor  | Gesamt    | Sieger    |
| ---- | -------------------------------------- | ------------------ | -------- | ------------- | -------- | --------- | --------- |
| 2016 | Himalaya Theatre, Shanghai             | Michael van Gerwen | 8 : 3    | James Wade    |          | n. A.     | n. A.     |
| 2017 | Pullman Hotel Shanghai South, Shanghai | Michael van Gerwen | 8 : 0    | Dave Chisnall | 0£60.000 | 0£20.000  |           |
| 2018 | Pullman Hotel Shanghai South, Shanghai | Michael Smith      | 8 : 2    | Rob Cross     | 0£60.000 | 0£20.000  | 21.co.uk  |